# 證人保護及槍械組
證人保護及槍械組（俗稱火槍隊；英文：Witness Protection and Firearms Section）於1998年4月成立，隸屬於香港廉政公署調查科三R組4隊，是廉政公署轄下唯一管制及使用槍械的部門，其主要責任為訓練配槍人員（英文：Arms Issued Officers，縮寫：AIO）、執行《證人保護條例》以及特別行動，包括拘捕有暴力傾向的疑犯、強行進入及搜查樓宇、確保高危住所的安全以至押解等。

## 組織
證人保護及槍械組有逾50名人員，當中數名為常任，負責行政、訓練（包括提供全面性的對抗管理培訓，亦為駐守於扣留中心的護衛和跟縱組，舉辦槍械使用及貼身保護課程等）及發展事務，並且統籌《證人保護計劃》的任務；其餘均為兼任，於有需要時才被徵召。

## 責任
廉政公署先會按照案件的性質及嚴重程度，由執行處處長（政府部門）出任主席的證人安全委員會（英文：Department's Witness Protection Programme）負責評估證人是否需要受到保護，以及證人所需要接受保護的程度。
如果證實是有需要，廉政公署將會根據證人意願，決定是否執行《證人保護計劃》。證人一旦加入計劃，其身份、所在地及一切相關的安排，均限制於證人保護及槍械組總調查主任方才知悉。
對於一般案件，證人保護及槍械組均為證人提供全天候的保鑣服務，針對比較嚴重的案件，則會安排證人入住安全屋。假若證人在指證後仍然感覺受到威脅，《證人保護計劃》依然繼續執行，直至廉政公署評估證人的生命安全不再受到威脅為止。
若然風險評估仍然認為證人性命堪憂，基於證人自行選擇情況底下，證人保護及槍械組可以向廉政專員請求親自推薦，再經由行政長官批准。

## 歷史
廉政公署成立初期未有提供槍械使用或者保護證人的訓練，故此當時被挑選執行相關任務的人員，均擁有在警隊或者軍隊接受過類似訓練的經驗。
葛柏案後，槍械組成立，初時只有5名組員，由曾經出任警察訓練學校射擊教官的廉政公署紀律人員黃國梁出任首任主管。
1995年3月29日，香港歷史上最大宗的走私煙草案件中的污點證人徐道仁在新加坡被暗殺。由於徐道仁為案件中的主要證人，對控方的重要性極高。然而，徐道仁生前拒絕了廉政公署為其提供保護，又移居新加坡，最終釀成慘劇。
事後，廉政公署於1998年4月成立證人保護及槍械組，於1970年代成立的槍械組被合併入內。

## 遴選訓練

### 遴選
投考加入證人保護及槍械組有兩種方法：
- 在證人保護及槍械組舉行招募時報名；人員首先需要接受心理測驗、面見心理學家、由精神科醫生評估是否適合配槍執勤，以及接受比較入職要求更嚴格的體能測驗。
- 新入職執行處人員若然在合約上列明必須成為配槍人員，其遴選過程已經被包含在招聘程序內。

然而，署方亦無規定調查人員必須成為槍械組人員；接受更為嚴格的槍械訓練及成為配槍人員，純屬個人決定。

### 基本槍械訓練課程
成功通過遴選的投考人，會進入為期1週、由正規配槍人員所教授的基本槍械訓練課程。
內容包括槍彈理論、內部守則、《香港法例》、體能訓練及武力使用（包括徒手搏擊，運用手銬及戰術警棍，以及基本射擊技巧等）。
投考人需要通過筆試及射擊實習試才能夠畢業，屆時則可以在教官指導下，配槍接受訓練。

### 靶場訓練
成功通過基本槍械訓練課程的投考人，會被安排接受為期1年的靶場訓練，每月在廉政公署總部大樓的室內靶場練習射擊一次，每次至少射擊50發子彈。

### 留宿訓練
成功通過靶場訓練及願意接受更嚴格的訓練的投考人，會被安排進入為期數週的留宿訓練。
內容分為課堂學習（包括槍械理論及內部守則等）、戰術演練（分別為特種警察及基本保鏢戰術，以及押解及爆破等）及體能訓練（與基本槍械訓練營的模式接近，然而要求更為嚴謹）三部份；此外亦有急救及談判等訓練。

### 最後考核
通過上述所有階段後，投考人需要在考核取得合格，方能成為正式一員。

## 培訓
平常在沒有任務情況下，人員需要接受不同種類及更高層次的培訓，亦需要參與持續訓練、年度測驗及進修課程。
此外，證人保護及槍械組定期與香港警務處要員保護組和特別任務連進行聯合訓練。

## 裝備

### 武器
- 胡椒噴霧
- 泰瑟槍 X-26（暫定未來）
- 伸縮警棍：戰術型號，長16吋，全不鏽鋼，由美國ASP公司製造。

#### 槍械
| 武器名稱                 | 類型       | 原產地         | 服役年份         | 參考資料 |
| ------------------------ | ---------- | -------------- | ---------------- | -------- |
| 史密斯威森軍警十型       | 左輪手槍   | 美国           | 成立至2005年年底 |          |
| 史密斯威森M13左輪手槍    | 左輪手槍   | 美国           | 成立至2005年年底 |          |
| 曲特點三八警探型左輪手槍 | 左輪手槍   | 美国           | 成立至2005年年底 |          |
| 白朗寧大威力Mark III     | 半自動手槍 | 比利时         | 已退役及撤裝     |          |
| SIG P228半自動手槍       | 半自動手槍 | 瑞士           | 現役             |          |
| 格洛克17                 | 半自動手槍 | 奥地利         | 現役             | [ 9 ]    |
| 格洛克19                 | 半自動手槍 | 奥地利         | 現役             | [ 9 ]    |
| CF98A                    | 半自動手槍 | 中华人民共和国 | 現役             |          |
| CS/LP5                   | 半自動手槍 | 中华人民共和国 | 現役             |          |

### 其他
- FX Simunition標記彈：配合格洛克19T訓練型手槍和保護裝備使用。
- 戰術電筒：可以安裝在槍械的導軌。
- 手銬：鏈式型號，由美國ASP公司製造。
- 防彈衣：可以擋下9毫米口徑的子彈。
- 無線電
- 爆破工具 
  - 充電式液壓多用途工具：可以切割、拖拽及擠壓；最大切割力量為25.2公噸，可以單手提起；由美國Holmatro公司製造，型號為CT3150 Combitool。
  - 破門錘：重約16公斤，可以產生近19,000磅的撞擊力量；由美國黑鷹公司製造。
  - 特製破門工具：俗稱「開門槍」，能夠產生高達20噸的壓力。

## 曾經接受保護重要證人
- 謝霆鋒頂包案中的成國定[10]

## 以證人保護及槍械組為題材的作品
證人保護及槍械組角色一直有在電影及電視劇中亮相，包括《廉政英雌》和《廉政行動2014》等等。

## 軼事
根據指引，如果行動涉及毒品、賣淫、黑社會或者屬於證人保護，人員就需要佩槍執勤。
廉政公署成立至今，於訓練外，人員從未發射一槍，因此廉政公署的槍械被稱為「善良之槍」。

## 相關參見
- 特別任務連
- 要員保護組
- 保護證人組 (香港警察)
- 保護證人組 (香港海關)